# Bagalahalli, Srinivaspur
Bagalahalli là một làng thuộc tehsil Srinivaspur, huyện Kolar, bang Karnataka, Ấn Độ.